# The American Heiress
The American Heiress è un cortometraggio muto del 1917 prodotto e diretto da Cecil M. Hepworth.

## Trama
Una cameriera finge di essere un'ereditiera: dei ladri ci cascano e la rapiscono. La ragazza sarà salvata dal maggiordomo.

## Produzione
Il film fu prodotto dalla Hepworth.

## Distribuzione
Distribuito dalla Hepworth, il film - un cortometraggio in tre bobine - uscì nelle sale cinematografiche britanniche nel gennaio 1917.
Si pensa che sia andato distrutto nel 1924 insieme a gran parte degli altri film della Hepworth. Il produttore, in gravissime difficoltà finanziarie, pensò in questo modo di poter almeno recuperare l'argento dal nitrato delle pellicole.